# Église Mariahilf (Vienne)
L'église Mariahilf (en français : église Sainte-Marie-Secours-des-Chrétiens) est une église baroque de Vienne administrée par la congrégation de Saint Michel Archange. Elle est située dans le VIe arrondissement de Vienne (Mariahilf), à la Mariahilfer Straße.

## Historique

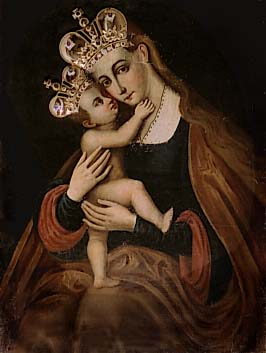
Tableau de Marie, Secours des Chrétiens

L'église dédiée à la Vierge Marie, sous le vocable de Marie, Secours des chrétiens (Auxilium Christianorum) que l'on invoque dans les litanies, est une église de pèlerinage. Elle prend son origine d'une humble chapelle précédente de cimetière construite en bois en 1656 par les barnabites. Le barnabite Célestin Joanelli peint le fameux tableau de Marie-Auxilium Christianorum (Mariahilf en allemand) qui est placé dans la chapelle, consacrée en 1660 par Mgr von Breuner, archevêque de Vienne. Elle devient rapidement un lieu de pèlerinage marial et les barnabites construisent une chapelle de pierre en 1668-1669 flanquée d'une petite maison pour les prêtres, mais les deux édifices sont détruits pendant le siège de Vienne par les Turcs. Le tableau avait été auparavant mis en sécurité.
L'église actuelle a été construite de 1686 à 1689 selon les dessins de Sebastiano Carlone le Jeune par le maître d'œuvre Ambrosius Ferrethi. Elle est consacrée le 14 août 1689 par Mgr von Kollonitsch avec le tableau de pèlerinage et réaménagée en 1711 selon son état actuel par Franziskus Jänckt Le chœur et la nef sont achevés en 1714 et les tours jumelles construites en 1715, les coupoles étant ajoutées entre 1721 et 1726. Les statues de la façade ouest datent de 1726.
Le maître-autel, consacré en 1758, est l'œuvre de Sebastian Haupt. L'église est restaurée en 1890-1893. L'orgue actuel, datant de 1894, est issu de la maison Johann M. Kauffmann.

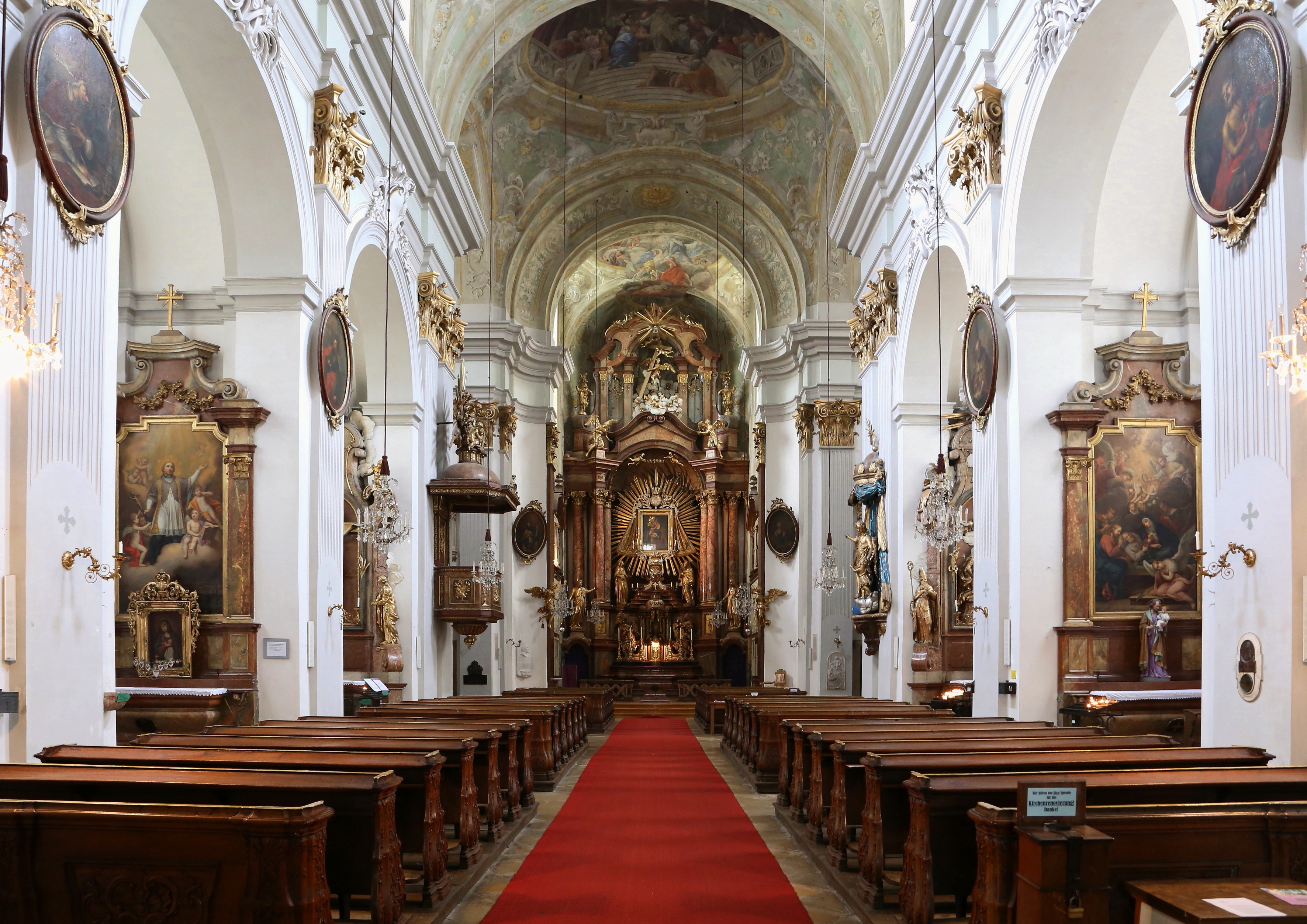
La nef vers le maître-autel baroque.
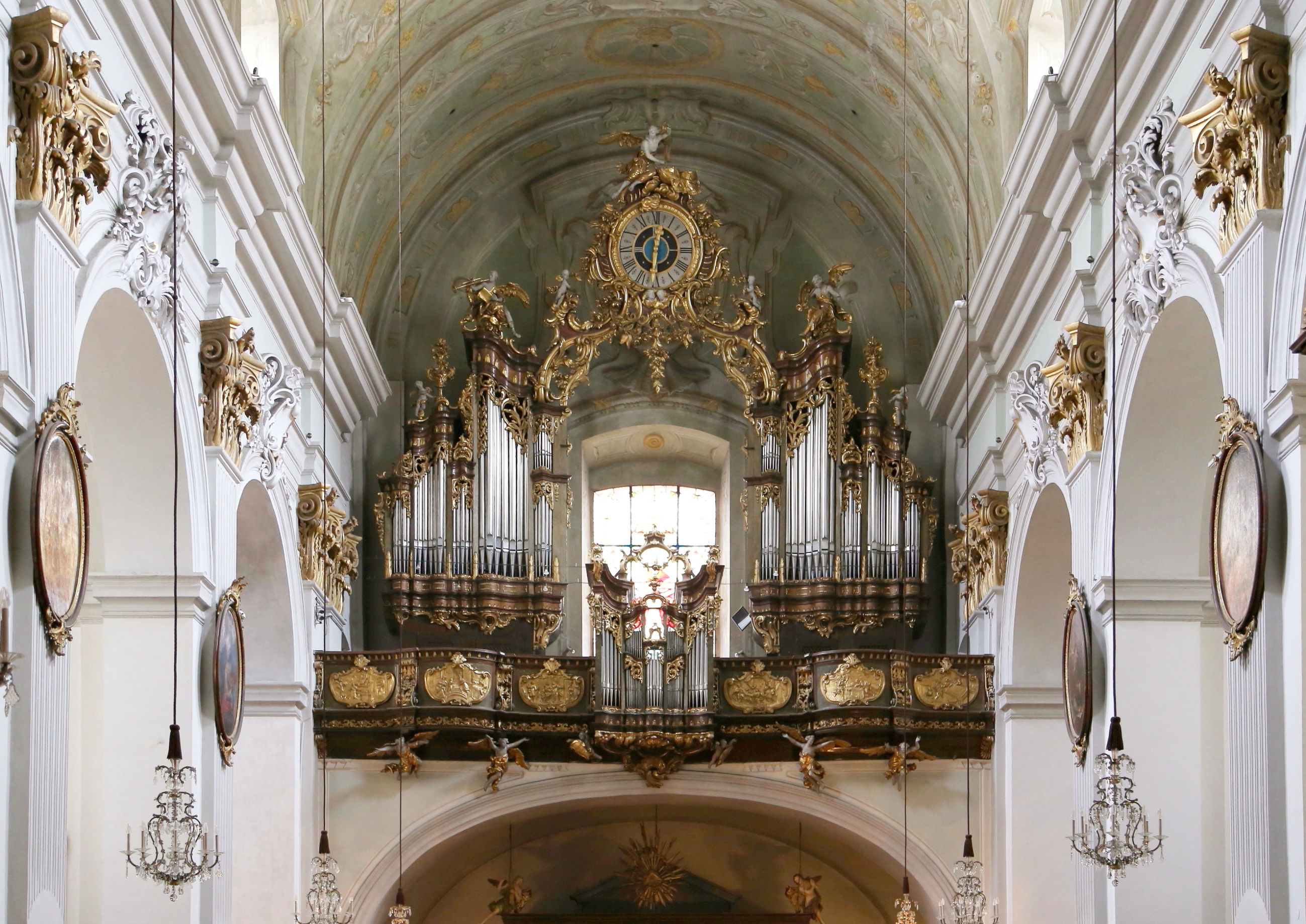
L'orgue.
Le plan de l'église.

## Les vitraux
L'église est également remarquable par ses vitraux néobaroques de la fin du XIXe siècle. Ceux de la partie gauche de la nef montrent la Nativité du Christ (1897), le Christ-Sauveur (Salvator Mundi) avec saint Charles Borromée (1893); ceux du mur de droite montrent la Fuite en Égypte (1898), saint Joseph à l'Enfant-Jésus (1894), sainte Anne avec la Vierge Marie, sainte Thérèse d'Avila et saint Ignace de Loyola (1893) : ceux des bas-côtés représentent saint Louis et sainte Barbe (1894) ; ceux du chœur saint Augustin (1894), saint Léopold (1956). On remarque également celui de la Trinité à la tribune.
Ces vitraux sont issus de la maison Carl Geyling's Erben de Vienne et ont été restaurés en 1956.

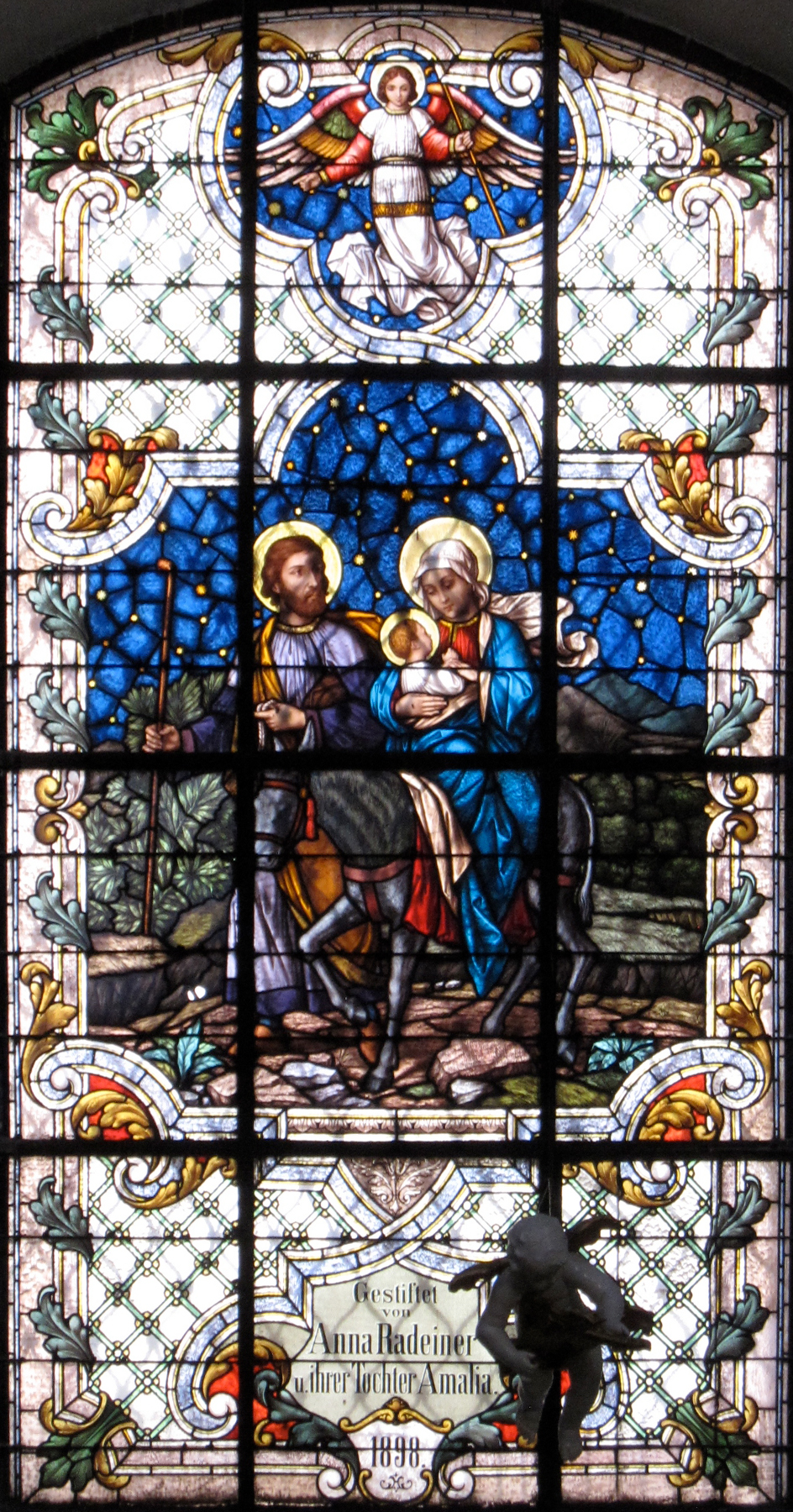
Vitrail de la Fuite en Égypte.
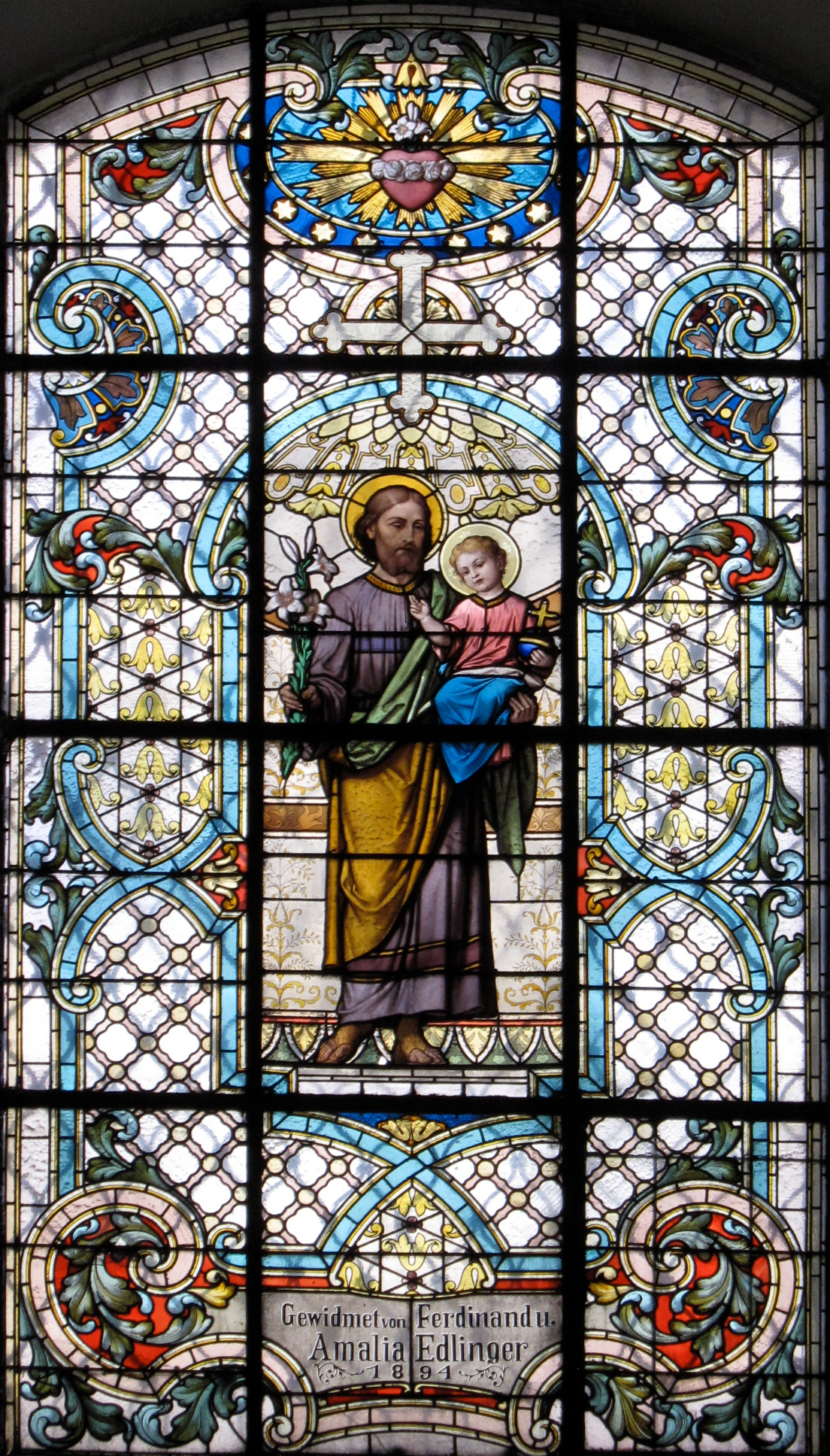
Vitrail de saint Joseph.
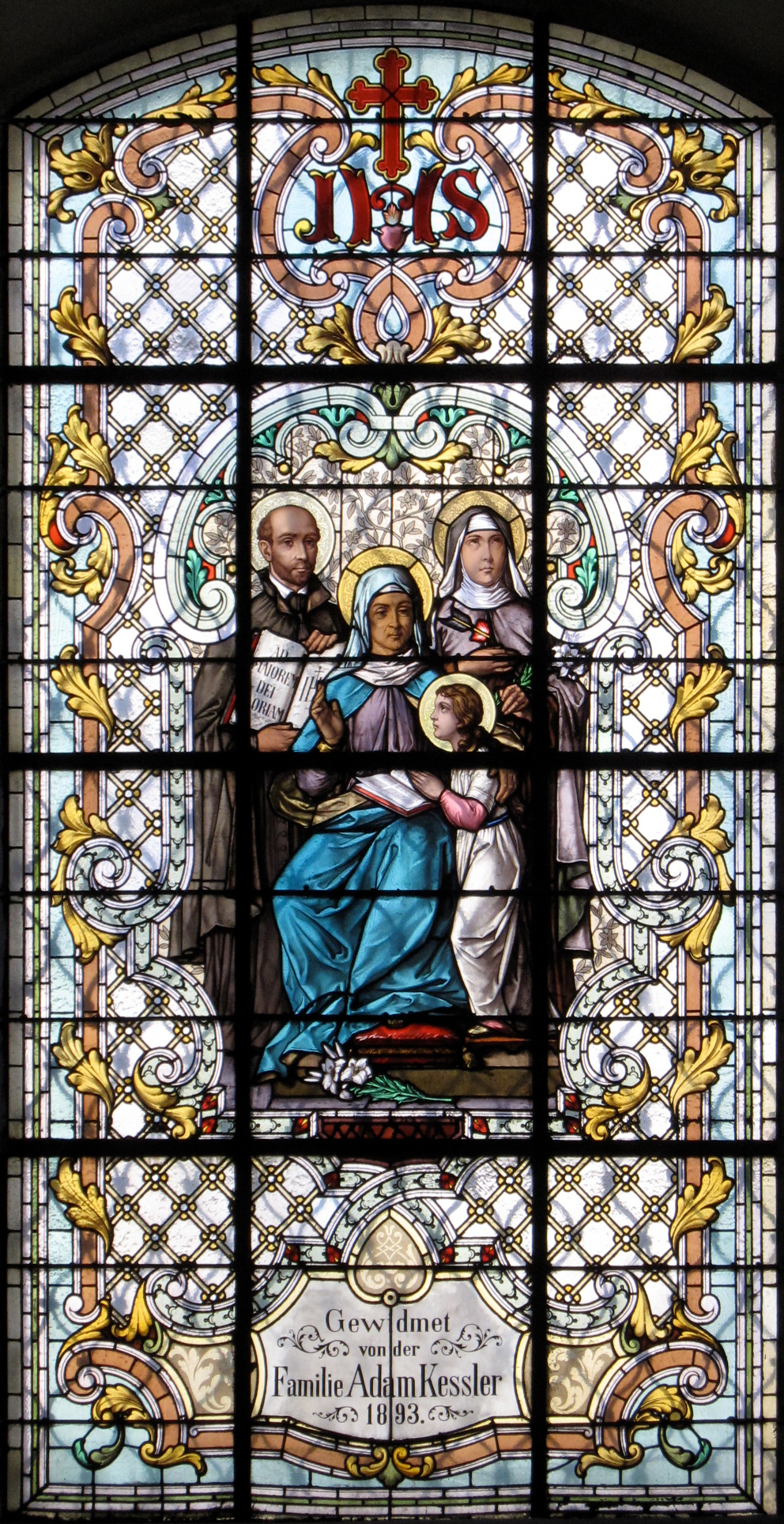
Vitrail de sainte Anne et de la Vierge Marie avec sainte Thérèse et saint Ignace de Loyola.

## Source
- (de) Cet article est partiellement ou en totalité issu de l’article de Wikipédia en allemand intitulé « Mariahilfer Kirche » (voir la liste des auteurs).